# 环十四烷
环十四烷是一种环状有机化合物，分子式C14H28，具有较小的分子内应变能。环十四烯的催化氢化可以得到环十四烷。